# Douglas McDonald
Douglas McDonald (8 ottobre 1965) è un arbitro di calcio scozzese, internazionale dal 2000 al 2010.